# Anna Reynolds
Anna Reynolds (Canterbury, 5 de junio de 1930- Kasendorf, 24 de febrero de 2014) fue una mezzo-soprano y contralto británica.

## Biografía
Ann Reynolds estudió piano y posteriormente voz en la Royal Academy of Music. Continuó sus estudios de canto con Debora Fambri y Re Koster en Roma, donde adoptó a Anna como su nombre artístico. Jean Cox, un tenor estadounidense  conocido por sus interpretaciones de Wagner, fue su marido.
Reynolds realizó su debut operístico en 1960 en Parma como Suzuki en la obra de Puccini Madama Butterfly. Su debut en Inglaterra fue en 1962 como Ginebra en la obra Pelléas et Mélisande de Debussy en Glyndebourne, y también cantó otros personajes como Ortensia (La pietra del paragone, 1964) y Annina (Der Rosenkavalier, 1965).  
En 1963 interpretó a Angel en The Dream of Gerontius de Edward Elgar en Londres, dirigido por Sir John Barbirolli. Su primer actuación en el Covent Garden aconteció en 1967, enarnó a Adelaide en Arabella de Strauss, y volvería en 1975 como Andromache en la King Priam de Michael Tippett.
Reynolds contó por primera vez en la Metropolitan Opera en 1968–69, como Flosshilde en la ópera Das Rheingold de Wagner, y volvería en 1975 con Ring cycle como Fricka en Das Rheingold y Die Walküre, y Waltraute en Götterdämmerung. En el Bayreuth Festival, hizo su primera aparición en 1970 como Fricka y cantó de manera regular en 1976. También en 1970 hizo su primera aparición en el Festival de Salzburgo con la Ring cycle, dirigida por Herbert von Karajan.
Reynolds grabó en 1958 Magnificat de Bach y Actus Tragicus con Hermann Scherchen dirigiendo la Orquesta Sinfónica y Coro di Milano della RAI. Con Lorin Maazel dirigiendo la RIAS-Kammerchor y la Berlin Radio-Symphonie Orchester, grabó en 1965 el Mass in B minor de Bach con Teresa Stich-Randall, Ernst Haefliger y John Shirley-Quirk, y en 1966 el Easter Oratorio de Bach con Helen Donath, Haefliger y Martti Talvela. También dejó grabado diferentes cantatas de Bach con Karl Richter, el Münchener Bach-Chor y el Münchener Bach-Orchester, includo, en 1972, Jesus schläft, was soll ich hoffen? BWV 81, con Peter Schreier y Theo Adam
Participó en las interpretaciones de Leonard Bernstein de distintas obras de Gustav Mahler: Das Lied von der Erde, las sinfonías y canciones. Estrenó la cantata dramática de John Tavener The Whale en un concierto de  Proms el 1 de agosto de 1969, dirigido por David Atherton. También aparecieron el barítono Raimund Herincx, el narrador Alvar Lidell, y el compositor tocando órgano de tubos y órganos Hammonds. También participó en la grabación de esta pieza para Apple Records en 1970.
Murió en Peesten, Germany el 24 de febrero de 2014, a la edad de 83 años.